# جون رونيان
جون دانيال رونيان  (بالإنجليزية: Jon Runyan)‏ رياضي وسياسي أمريكي وهو عضو في الحزب الجمهوري. قبل دخوله السياسة، كان لاعب كرة قدم هجومي أمريكي في الدوري الوطني لكرة القدم، حيث لعب لمدة 14 موسمًا. كان مشاركًا في 2003 Pro Bowl بعد موسم 2002 NFL.
تم تجنيده من قبل شركة هيوستن أويلرز في الجولة الرابعة من حملة كرة القدم الأمريكية لعام 1996 ثم لعب في فيلادلفيا إيغلز وسان دييغو تشارجرز. (رونين) كان آخر لاعب ناشط في دوري كرة القدم يلعب لصالح «أويلرز». لقد لعب كرة القدم بالجامعة في (ميشيغان) في المدرسة الثانوية، كان مُختارًا من جميع الولايات (ميشيغان) في كرة السلة وبطلًا مرّتين للولاية في لعب كرة المضرب. تقاعد في نهاية موسم دوري كرة القدم 2009 وأطلق حملته للكونجرس ضد الحزب الديمقراطي الأول الحاكم جون أدلر، ففاز في الانتخابات العامة في الثاني من نوفمبر/تشرين الثاني 2010.
وفي السادس من نوفمبر/تشرين الثاني 2013، أعلن روريان أنه لن يسعى إلى إعادة انتخابه للكونجرس في عام 2014. في 17 مايو/أيار 2016، أعلن الاتحاد الوطني لكرة القدم تعيين روريان كنائب لرئيس إدارة السياسات والقواعد.

## كلاعب كرة القدم
بدايته المبكرة
وُلد رونيان في فلينت بولاية ميشيغان حيث كان والده موظفًا في جنرال موتورز.
استمر جون بالحفاظ على مستواه في ميشيغان كارماني نسوورث في المدرسة المتوسطة رقما قياسيا في عام 1988 بلغ ارتفاعه 15.42 مترا. رونيان كان بطلاً لمدرسة كارمان -أينسوورث الثانوية مرتين في رابطة الألعاب الرياضية لمدرسة ميشيغان الثانوية سنة (1991)  كما كان عضوا في فريق ديترويت الاخباري الثاني لمركز كرة السلة في كل الولايات عام 1992. تم تكليفة من قِبل فريق ولاية ميشيغان لكرة السلة، رغم رفضه لأجل لعب كرة القدم. اختار أن يلعب لفريق ميشيغان ولفيرين لكرة القدم حيث كان مجتمعاً لعشرة مؤتمرات كاملة لـ 1995 ولفيرين
الاحترافية
- في فِرق (هيوستن وتيتان وتينسي أويلرز)

تمت صياغة روريان في الجولة الرابعة (109 بشكل عام) من مسودة ال NFL 1996 من قبل شركة هيوستون أويلرز (الآن تينيسي تيتانز). كما لعب مع «هيوستن أويلرز» عام 1996 وانتقل مع الفريق عندما أصبحوا «شركات النفط في ولاية تينيسي» في عامي 1997 و 1948، لعب سنة واحدة في «نيو جيرسي» تحت اسم «تيتانز تينيسي» في عام 1999 وعندما كان آخر لاعب نشيط في دوري كرة القدم الأمريكي لعب لفريق هيوستن أويلرز 
- فريق نسور فيلادلفيا

رونيات وقع مع شركة فيلادلفيا إيغلز على عقد مدته ست سنوات بقيمة 30 مليون دولار في 14 شباط/فبراير 2000 كعميل حر غير مقيد، العقد جعله صاحب أعلى أجر في تاريخ دوري كرة القدم في ذلك الوقت  رونيان اٌختير للعب كرة القدم سنة 2002.
وفي 24 آذار/مارس 2006، أعلنت النسور أن رونيان قد استقال من الفريق بعقد لمدة ثلاث سنوات. وكان قد زار مع طائرات نيويورك في 21 آذار/مارس قبل استقالته مع النسور 
وفي تشرين الأول/أكتوبر 2006، احتل رونيان المرتبة الثانية في قائمة أقذر اللاعبين في دوري كرة القدم الوطني ذكر شون ميريمان أن رونيان «كان واحداً من أقذر اللاعبين في حياتي كلها، لقد كان جيداً في ذلك» ولم ينكر رونيان التهم الموجهة إليه، منتقداً اللعبة الحالية بدلاً من ذلك مصرحاً: «هذه هي الطريقة التي يفترض أن تلعب بها اللعبة. أعتقد أنهم حاولوا تغيير ذلك على مر السنين لقد تحولت إلى لعبة كرة سلة هناك».
في عام 2007 (Qame Qqainst the Dallas Cocربويز)، طلب رونيان من فريق النسور التي تركض خلف (براين ويستبروك) أن تركع عند خط ياردة واحدة بدلاً من أن تسجل هدفاً متبقياً بدقيقتين حتى لا يستعيد (دالاس) الكرة. واتبع ويستبروك اتجاه رونيان، ونجحت اللعبة، وفازت فيلادلفيا بالمباراة.
أظهر استطلاع عام 2008 أن منع رونيان من دخول الشاشة كان أحد أكثر الأشياء رعباً في NFL15 
كان روريان يحمل سلسلة متميزة من خطوط الهجوم كسلسلة متتالية من القاموس العادي. وكان هذا ثاني أطول خط بين لاعبي كرة القدم النشطين في عام 2008. لقد بدأ أيضاً في جميع المباريات الـ 18
في 28 كانون الثاني (يناير) 2009، خضع رويان لجراحة في الوجه المجهري على ركبته اليمنى.وفي شباط/فبراير 2009، انتهى عقد شركة رونيان مع الفريق. عمل لدى النسور في 10 سبتمبر لكنه لم يوقع العقد. لقد تم توقيعه من قبل سان دييغو تشارجرز يلعب في خمس مباريات قبل أن يتقاعد

## مجلس النواب الأمريكي
وفي تشرين الثاني/نوفمبر 2009، أشارت التقارير المنشورة إلى أن رويان كان مهتماً بالتداول بتاريخ 24 تشرين الثاني/نوفمبر. في عام 2009، أعلن روريان عن ترشيحه في الكونجرس لتحدي جون أدلر المرشح الديمقراطي لفترة ولاية واحدة لمقاطعة نيوجيرسي الثالثة في الكونجرس. المرشّح التحرري (روس كونجر) ومرشّح دولتك مجدداً (لورانس ج. دوناهو) وعلى الرغم من أنه كان الآن يلعب لفريق (تشارجيرز)، فقد كان يملك بيتا في جبل لوريل، عبر نهر ديلاوير من فيلادلفيا.في 7 مارس/آذار 2010، وافق الجمهوريون في مقاطعة أوشن على ترشيح رونيين. في 8 يونيو/حزيران، فاز رونيان بترشيح الحزب الجمهوري. في 2 نوفمبر/تشرين الثاني 2010، هزم روريان أدلر 50% إلى 47%. وهو رابع لاعب في دوري كرة القدم يُنتخب للكونغرس، بعد جاك كيمب، وستيف غرانت، وهيث شولر.
- 2012

وأعيد انتخاب روريان، وهزم المحامي شيلي أدلر، أرملة جون أدلر (الذي كان ينوي الترشح لإعادة المباراة، ولكنه توفي فجأة في إبريل/نيسان 2011). (شيلي أدلر) هزمت (جيسون سانسون) للترشيح الديمقراطي فاز (رونيان) بـ 54% من الأصوات، مقابل 45% لـ (آدلر).
- 2014

وقد أعلن السيد رويان أنه لن يسعى لإعادة انتخابه بعد أن أعرب عن إحباطه من زملائه الجمهوريين بسبب إغلاق الحكومة.
- مدة الولاية

وخلال فترة ولايته، رعت شركة رونيان 15 قطعة من "Leqisation".على غرار معظم الجمهوريين في نيو جيرسي، اعتُبر معتدلا بالنسبة إلى الحزب الوطني. صوت مع الحزب الجمهوري 92% من الوقت. وشملت الأصوات الرئيسية التي أيدها تخفيض الضريبة على المرتبات، وتعديل الميزانية المتوازنة، وتخفيض تمويل الإذاعة الوطنية العامة، وخطة الميزانية للجمهورية
وفي حزيران/يونيه 2013، كانت شركة رونيان واحدة من مقدمي مشروع التعديل الذي أُدخل على قانون اعتمادات وزارة الأمن الوطني لعام 2014، والذي زاد من عدد الموظفين لتقديم المنح الكافية لمواجهة الحرائق وحالات الطوارئ (أكثر أمناً)، والمساعدة المقدمة إلى منح الإطفاء (مكافحة الحرائق) بمبلغ 2.5 مليون دولار.
وفي السادس من نوفمبر/تشرين الثاني 2013، أعلن روريان أنه لن يترشح لإعادة انتخابه في عام 2014. 
- التشريعات الراعية

وترد فيما يلي قائمة جزئية بمشاريع قوانين محظورة على وجه التحديد (قدمت هي رين روفان
H.R 1300 E (عنوان طويل: تعديل قانون الأسماك والأحياء البرية لعام 1956 لإعادة الترخيص لبرامج التطوع والشراكات المجتمعية لصالح اللاجئين الوطنيين للأحياء البرية، ولأغراض أخرى)، هو مشروع قانون عُرض على مجلس النواب في الولايات المتحدة أثناء الدورة 113 لكونغرس الولايات المتحدة.سيمدد مشروع القانون حتى السنة المالية 2017 الاعتمادات المخصصة لخدمات التطوع للبرامج التي تضطلع بها دائرة الأسماك والأحياء البرية في الولايات المتحدة أو الإدارة الوطنية لدراسة المحيطات والغلاف الجوي، ومشاريع الشراكة المجتمعية من أجل اللاجئين الوطنيين للأحياء البرية، وبرامج تثقيف اللاجئين "
- مهام اللجنة
  - لجنة الخدمات المسلحة
  - اللجنة الفرعية المعنية بالقوات التكتيكية الجوية والبرية

- اللجنة الفرعية المعنية بالتأهب
  - رئيس لجنة مجلس النواب المعنية بشؤون المحاربين القدماء
  - اللجنة الفرعية المعنية بمساعدة المعوقين والشؤون التذكارية

- اللجنة الفرعية المعنية بالصحة
  - لجنة مجلس النواب المعنية بالموارد الطبيعية
  - اللجنة الفرعية المعنية بمصائد الأسماك والحياة البرية والمحيطات وشؤون الجزر

عضوية التجمع
- تجمع المحاربين القدماء المشترك بين الحزبين

- تجمع إصابات الدماغ بالكونجرس. تجمع الألعاب بالكونجرس

- اجتماع القوات الجوية لبيت

- مجلس نواب خفر السواحل

- حارس المنزل والتجمع الاحتياطي

- تجمّع محيطات البيوت

- التجمع الإسرائيلي الجمهوري بمجلس النواب

- بيت العمليات الخاصة بيت أوسو

- المؤتمر الدولي لحفظ البيئة

- تجمع العائلة العسكري

- التجمع التأسيسي للكونغرس [30]

## حياتة الشخصية
روريان لديه ثلاثة أطفال من زوجته لوريتا يسكنون في مورستاون، نيو جيرسي. ولعب ابنه جون رونيان الابن خط الهجوم لبرنامج كرة القدم في ميشيغان وولفيرين، وقد صاغه فريق غرين باي باكرز في سنة 2020 
ظهر رونيان كعامل بناء جنبا إلى جنب مع فريق نسور فيلادلفيا في الموسم الرابع في حلقة «مسابقة اللوحة الامريكيه في سباق اللوحة الامامي» من مسلسل «مشمسة دائما في فيلاديلفيا»
في وقت فراغه، يعمل روريان كسائق أوبر في منطقة فيلادلفيا 

## روابط خارجية
- جون رونيان على موقع مرجع كرة القدم المحترفة.كوم (الإنجليزية)